# Campeonato Mundial de Atletismo Sub-20 de 2016 - Revezamento 4x100 m feminino
A prova dos 4x100 metros feminino do Campeonato Mundial de Atletismo Sub-20 de 2016 ocorreu entre os dias 22 e 23 de julho em Bydgoszcz, na Polônia. 

## Recordes
Antes desta competição, os recordes mundiais e do campeonato nesta prova eram os seguintes:
|     | Nacionalidade  | Tempo | Local       | Data                |
| --- | -------------- | ----- | ----------- | ------------------- |
| WJR | Estados Unidos | 43.29 | Eugene      | 8 de agosto de 2006 |
| CR  | Jamaica        | 43.40 | Kingston    | 21 de julho de 2002 |
| WJL | Alemanha       | 44.25 | Pliezhausen | 8 de maio de 2016   |

## Medalhistas
| Ouro                                                                                     | Prata                                                           | Bronze                                                                                                |
| Estados Unidos · Tia Jones · Taylor Bennett · Kaylor Harris · Candace Hill · Lynna Irby* | França Tamara Murcia Cynthia Leduc Fanny Peltier Estelle Raffai | Alemanha · Katrin Fehm · Keshia Beverly Kwadwo · Eleni Frommann · Chantal Butzek · Johanna Bechthold* |

*Atletas que competiram apenas nas eliminatórias

## Cronograma
Todos os horários são locais (UTC+1).
| Data        | Hora  | Evento        |
| ----------- | ----- | ------------- |
| 22 de julho | 18:00 | Eliminatórias |
| 23 de julho | 19:50 | Final         |

## Resultados

### Eliminatórias
Qualificação: Os 2 primeiros de cada bateria (Q) e os 2 tempos mais rápidos (q). 
| Posição | Bateria | Nacionalidade     | Atletas                                                                           | Tempo | Notas                |
| ------- | ------- | ----------------- | --------------------------------------------------------------------------------- | ----- | -------------------- |
| 1       | 2       | França            | Tamara Murcia, Cynthia Leduc, Fanny Peltier, Estelle Raffai                       | 43.82 | Q, WJL               |
| 2       | 2       | Estados Unidos    | Lynna Irby, Tia Jones, Kaylor Harris, Candace Hill                                | 44.31 | Q,                   |
| 3       | 2       | Polónia           | Klaudia Adamek, Martyna Kotwiła, Olga Pietrzak, Ewa Swoboda                       | 44.55 | q, NJR               |
| 4       | 3       | Alemanha          | Johanna Bechthold, Keshia Beverly Kwadwo, Eleni Frommann, Chantal Butzek          | 44.73 | Q                    |
| 5       | 3       | Irlanda           | Molly Scott, Sharlene Mawdsley, Gina Akpe-Moses, Ciara Neville                    | 45.09 | Q,                   |
| 6       | 1       | Espanha           | Andrea Verdú, Ane Petrirena, Paula Sevilla, Lara Gómez                            | 45.10 | Q                    |
| 7       | 3       | Austrália         | Gabriella O'Grady, Maddison Coates, Samantha Geddes, Nicole Kay                   | 45.18 | q,                   |
| 8       | 3       | Itália            | Zaynab Dosso, Sofia Bonicalza, Alessia Niotta, Desola Oki                         | 45.50 |                      |
| 9       | 2       | Canadá            | Shyvonne Roxborough, Natassha McDonald, Chinque Thompson, Keira Christie-Galloway | 45.89 | Recorde da temporada |
| 10      | 2       | Tailândia         | On-Uma Chattha, Parichat Charoensuk, Sureewan Runan, Suwimon Khongthong           | 45.89 |                      |
| 11      | 3       | África do Sul     | Gezelle Magerman, Cassidy Williamson, Jeanelle Griesel, Taylon Bieldt             | 45.98 | Recorde da temporada |
| 12      | 1       | Equador           | Marina Poroso, Romina Cifuentes, Katherin Chillambo, Maribel Caicedo              | 46.20 | Q,                   |
| 13      | 1       | Chéquia           | Veronika Palicková, Zdenka Seidlová, Kateřina Vávrová, Nikola Bendová             | DNF   |                      |
| 13      | 1       | Países Baixos     | Marijke Boogerd, Tasa Jiya, Bowien Jansen, Lieke Klaver                           | DNF   |                      |
| 13      | 2       | Grã-Bretanha      | Hannah Brier, Charlotte McLennaghan, Finette Agyapong, Megan Marrs                | DNF   |                      |
| 13      | 1       | Jamaica           | Kimone Shaw, Patrice Moody, Shellece Clark, Vanesha Pusey                         | DSQ   | R163.3(a)            |
| 13      | 3       | Nova Zelândia     | Brooke Somerfield, Lucy Sheat, Zoe Hobbs, Olivia Eaton                            | DSQ   | R163.3(a)            |
| 14      | 1       | Trinidad e Tobago |                                                                                   | DNS   |                      |

### Final

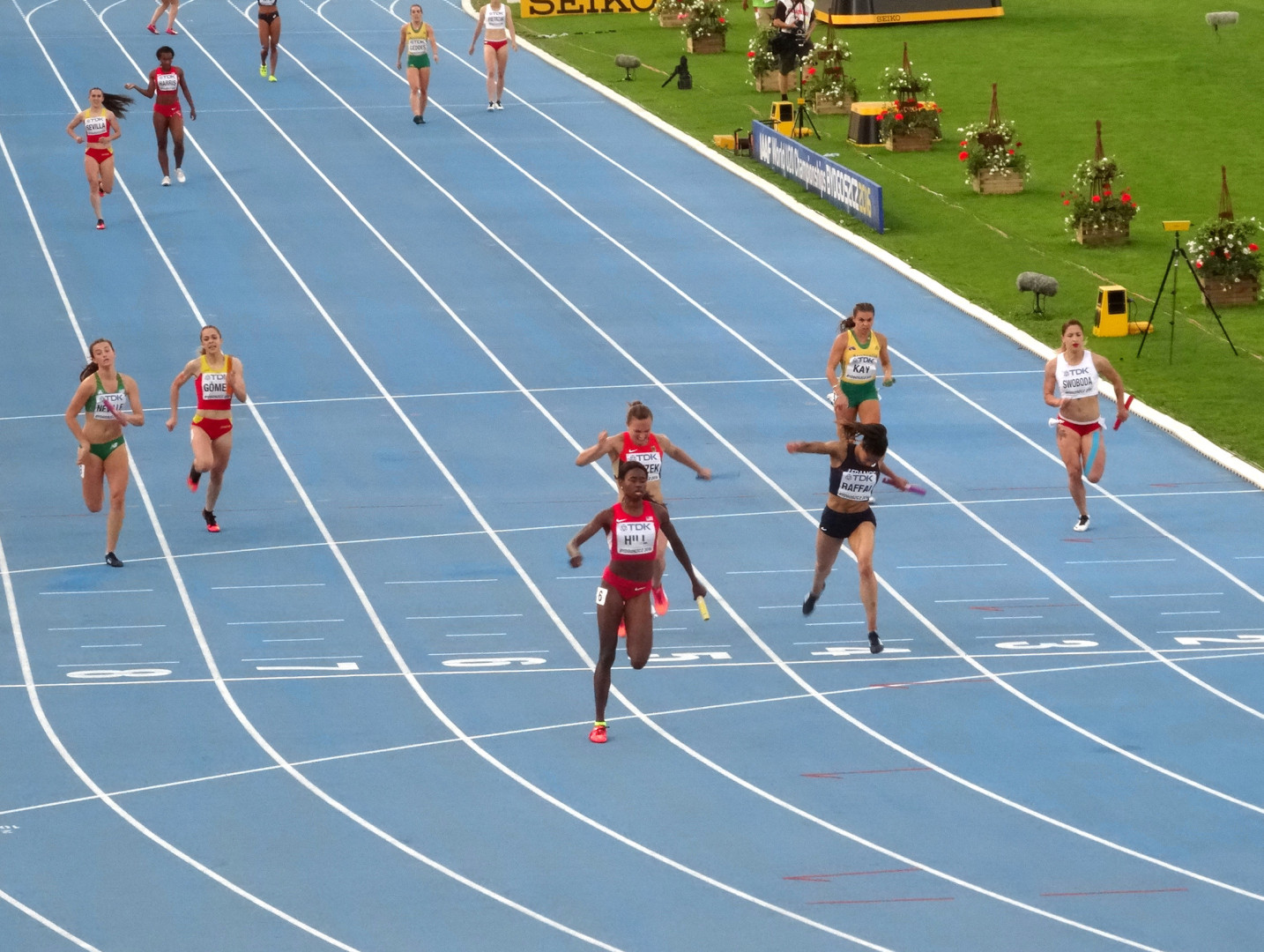
A final

A prova final foi realizada no dia 23 de julho às 19:50. 
| Posição           | Raia | Nacionalidade  | Atletas                                                                | Tempo | Notas                |
| ----------------- | ---- | -------------- | ---------------------------------------------------------------------- | ----- | -------------------- |
| Medalha de ouro   | 6    | Estados Unidos | Tia Jones, Taylor Bennett, Kaylor Harris, Candace Hill                 | 43.69 | WJL                  |
| Medalha de prata  | 4    | França         | Tamara Murcia, Cynthia Leduc, Fanny Peltier, Estelle Raffai            | 44.05 |                      |
| Medalha de bronze | 5    | Alemanha       | Katrin Fehm, Keshia Beverly Kwadwo, Eleni Frommann, Chantal Butzek     | 44.18 | Recorde da temporada |
| 4                 | 2    | Polónia        | Klaudia Adamek, Martyna Kotwiła, Olga Pietrzak, Ewa Swoboda            | 44.81 |                      |
| 5                 | 8    | Irlanda        | Molly Scott, Sharlene Mawdsley, Gina Akpe-Moses, Ciara Neville         | 44.82 | NJR                  |
| 6                 | 7    | Espanha        | Andrea Verdú, Ane Petrirena, Paula Sevilla, Lara Gómez                 | 44.99 | NJR                  |
| 7                 | 3    | Austrália      | Nana-Adoma Owusu-Afriyie, Maddison Coates, Samantha Geddes, Nicole Kay | 45.15 | Recorde da temporada |
| 8                 | 9    | Equador        | Marina Poroso, Romina Cifuentes, Katherin Chillambo, Maribel Caicedo   | 45.72 | Recorde da temporada |

Legenda
| Recorde mundial       | Recorde mundial (World record)               |                       | Recorde africano                      | Recorde africano (African) |                                           | Q | Classificado por posição (Qualified) |
| Recorde do campeonato | Recorde do campeonato (Championship record)  | Recorde da América    | Recorde da América (Americas)         | q                          | Classificado por melhor tempo (Qualified) |   |                                      |
| Melhor marca do ano   | Melhor marca do ano (World leading)          | Recorde asiático      | Recorde asiático (Asian)              | DNS                        | Não largou (Did not start)                |   |                                      |
| Recorde nacional      | Recorde nacional (National record)           | Recorde europeu       | Recorde europeu (European)            | DNF                        | Não terminou (Did not finish)             |   |                                      |
| Recorde pessoal       | Recorde pessoal do atleta (Personal best)    | Recorde da Oceania    | Recorde da Oceania (Oceania)          | DSQ / DQ                   | Desclassificado (Disqualified)            |   |                                      |
| Recorde da temporada  | Recorde da temporada do atleta (Season best) | Recorde sul-americano | Recorde sul-americano (South America) | NM                         | Sem marca (No mark)                       |   |                                      |